# 차이나타운 (1985년 영화)
"차이나타운"(Chinatown)은 한국에서 제작된 박우상 감독의 1985년 영화이다. 정준 등이 주연으로 출연하였고 강대진 등이 제작에 참여하였다.

## 출연

### 주연
- 정준

## 기타
- 조명: 김동호
- 녹음: 김성찬